# OVER DRIVE (SCANDALの曲)
「OVER DRIVE」は、SCANDALの17枚目のシングル。2013年9月18日にエピックレコードジャパンから発売された。

## 概要
アルバム「STANDARD」の先行シングルとして通常盤・初回生産限定盤の2形態で発売された。

表題曲「OVER DRIVE」は中田ヤスタカ、カップリング曲「SCANDAL IN THE HOUSE」は古坂大魔王がそれぞれプロデュースしている。

また、イラストジャケットはリリー・フランキーが手がけている。

## 収録曲

### 通常盤
1. OVER DRIVE [5:07]
作詞・作曲：中田ヤスタカ　編曲：中田ヤスタカ、nishi-ken
2. SCANDAL IN THE HOUSE [5:34]
作詞：SCANDAL、古坂大魔王　作曲・編曲：古坂大魔王
3. OVER DRIVE (Instrumental)

### 初回生産限定盤

#### DVD
1. キミと未来と完全同期　MUSIC VIDEO